# Agaocephala brasiliana
Agaocephala brasiliana är en skalbaggsart som beskrevs av Martinez och Alvarenga 1987. Agaocephala brasiliana ingår i släktet Agaocephala och familjen Dynastidae. Inga underarter finns listade i Catalogue of Life.